# Быть лишним (повесть)
«Быть лишним» (латыш. Liekam būt) — повесть Андриса Колбергса в жанре криминально-социальной драмы. Описывает типичные образы советской уголовной преступности, углублённо показывает характеры и быт этой среды, демонстрирует «изнанку общества» советской Латвии. Повесть экранизирована в 1976 году.

## Содержание
Действие происходит в Риге начала 1970-х. Трое уголовников-рецидивистов грабят склад трикотажных изделий. Срабатывает сигнализация, прибывает наряд милиции. Преступники пытаются бежать. На бегу перед главарём проносятся картины всей его жизни. Таково композиционное построение: главы погони чередуются с ретроспективой, постепенно подходя к кульминации и развязке.
Главный герой, 42-летний Волдис (Волдемар Витер) — профессиональный преступник, «самый знаменитый рижский грабитель магазинов и складов». На выбор судьбы повлияли трудности детства и юности, послевоенная обстановка нищеты и насилия. Но во многом его путь определился складом личности: эгоцентризмом и властолюбием, алчностью и жестокостью. Волдис любит внушать страх, он убеждён в превосходстве «сильных личностей» криминала (особенно своего круга, «с нашей улицы») над теми, кто принимает социально-правовые ограничения, подчиняется государственным законам, зарабатывает обычным трудом («батрачит»). При этом Волдис уверен во всеобщей бесчестности и аморализме («кто не ворует, тот спекулирует»). Он обучен профессии печника, мог бы неплохо зарабатывать, но такие советы не вызывают у него ничего, кроме презрения.
В начале 1947 Волдис с матерью и младшей сестрой перебираются из родной деревни в Ригу. Он быстро осваивается в подростковой банде, чему способствует обладание немецким парабеллумом. Со временем он берёт под контроль весь криминал улицы Звайгжню. Под его руководством возникает сплочённая преступная группировка, практикующая кражи, грабежи и разбои. Банда отличается жёсткостью и дерзостью, Волдис не раз пускает в ход оружие: «Иначе он не стал бы самым знаменитым человеком улицы Звайгжню, иначе ему не подчинились бы Кека, Бомис и Пексис… Но он не знал, попадал ли в кого, потому что стрелял обычно при отступлениях, прикрывая остальных. Наверное, попадал, ведь стрелял он прекрасно». Авторитет главаря непререкаем, поддерживается преступным «фартом», а если нужно — рукоприкладством. Лишь друг Арнис держится с Волдисом на равных.
Попытка девушки Эдите «перевоспитать» парня оказывается безуспешной — Волдис верен уголовным принципам и предпочитает расстаться. Несколько раз Волдис попадает в руки милиции и отбывает сроки. В последний раз он выходит на волю после семилетнего заключения. Характерен его разговор с сотрудником ГУИН: «Ты пожизненно осуждён. А я только на несколько лет. С сегодняшнего дня я буду свободен и, в отличие от тебя, смогу делать всё, что мне вздумается».
Волдису устраивают встречу приятели-сообщники Виктор Кека и Бомис. В ресторане Волдис произносит: «Батрачить не собираюсь» — что является обязательством продолжить преступную деятельность. Однако он не вполне осознаёт изменения минувших лет: условия для совершения преступлений значительно осложнились, усилилась техническая оснащённость милиции, банда фактически распалась, Арнис поступил на работу, другие прервали связи. Даже сестра Принцесса, прежде верная подручная брата, вышла замуж за Пексиса и надеется адаптироваться в обществе. С Волдисом остались трое: хитрый ненадёжный, способный к любому предательству Кека, вконец спившийся и опустившийся Бомис (бросивший и ограбивший собственную жену с двумя детьми, за что избитый Арнисом) и слабохарактерный Пексис. Такая ситуация озлобляет Волдиса. Он твёрдо решает восстановить прежние порядки в своём кругу, на «своей» улице.
Дабы поддержать репутацию, Волдис в первую же ночь на свободе берёт пистолет и едет грабить поселковый магазин. Но срабатывает новая сигнализация, ему приходится в панике бежать. На следующий день он забирает паспорт Кеки и уезжает в Грузию. Деньги он получает от того же Кеки — тот должен ему 2200 рублей (весьма крупная по тем временам сумма), но вернуть в состоянии только половину.
Месяц Волдис «просаживает тысячу» под видом экономиста в отпуске. Некоторое время он живёт у гостеприимного старика Кобы Комадзе, принципиального альтруиста. Рассуждения Комадзе, презирающего воров, бесят Волдиса, он собирается жёстко ответить. Однако не решается — не столько из страха разоблачения, сколько от невозможности достойно позиционироваться. Он хотел бы назвать себя человеком с положением в обществе, но понимает, что это будет ложью.
Кека лихорадочно ищет преступную операцию, которая позволила бы ему рассчитаться с Волдисом. Будучи экспедитором, он находит склад трикотажа, представляющийся лёгкой добычей. Волдис получает телеграмму: «Нашёл работу». Вдохновлённый Волдис возвращается и разрабатывает план ограбления. Взламывать склад и похищать продукцию предстоит Волдису, Кеке и Бомису. Нужен также водитель, чтобы вывезти награбленное. Волдис хотел бы подключить к делу Арниса, но тот отказывается, отношения между друзьями разорваны. Тогда Волдис приказывает Пексису, неспособному возразить главарю. Пексис покорно соглашается, что приводит в отчаяние Принцессу.
Разработанный план проваливается из-за непредусмотренной сигнализации. Милиция довольно быстро скручивает Кеку и Бомиса. Однако Волдис упорно уходит от погони, ему удаётся оторваться на приличную дистанцию. Милиция перерезает ему путь, окружает, но Волдис рассчитывает на автофургон Пексиса (далее, вероятно, планирует перейти на нелегальное положение). Он не знает, что в последний момент Пексис намеренно спровоцировал аварию, чтобы не приезжать на место. Не знает этого и Принцесса, приехавшая забрать Пексиса. На автобусной остановке Волдис сталкивается с сестрой. Она впадает в истерику, кричит Волдису: «Чтоб тебя расстреляли!» — это звучит как мольба. Задетый таким отношением Волдис отталкивает сестру и бежит дальше, рассчитывая на удачу. К милицейской погоне присоединяется случайный пассажир.
Окружённый милицией, в практически безнадёжной ситуации, Волдис находит выход. Он вспоминает, что примерно в этих местах часто останавливается рыбак подлёдного лова, приезжающий на мотоцикле. Волдис обнаруживает спрятанный мотоцикл: «Назло всему — свободен!» Но дорогу заслоняет догнавший его парень.
Волдис достаёт парабеллум с последним патроном: «Убирайся!» Парень, до которого только теперь дошла серьёзность ситуации, впадает в ступор и не движется с места. Волдис решает застрелить его и взводит курок. Ухмыльнувшись, он вспоминает стихотворную строку: «Напрасно старушка ждёт сына домой». Но эти слова оказывают неожиданное действие. Волдис задумывается: «А тебя кто-нибудь ждёт?»
Волдис не испытывает вины ни перед сестрой («За те тряпки, которые я ей натаскал, две машины можно купить»), ни перед сообщниками («Не я же натравил милицию. Там какая-то хитрая сигнализация, которую мы не учли, с которой не посчитались»), он забыл возлюбленную Эдите, ему безразличен доброжелательный Комадзе. Остаётся одно: «Рестораны, музыка, женщины, путешествия… Я нужен сам себе!» Но он осознаёт перспективу долгих лет заключения в ИТК строгого режима. Яростно засмеявшись, Волдис засовывает ствол себе в рот и спускает курок.
Последний эпизод повести — милиция рядом с трупом Волдиса и парнем, плачущим от того, что невольно стал причиной смерти неизвестного ему преступника.

## Персонажи
- Волдис (Волдемар Витер) — грабитель-рецидивист, главарь банды.
- Виктор Кека — уголовник, подручный Волдиса.
- Бомис — уголовник, подручный Волдиса, алкоголик.
- Принцесса — сестра Волдиса.
- Пексис — муж Принцессы, подручный Волдиса, бывший уголовник.
- Арнис — друг Волдиса, бывший уголовник.
- Коба Комадзе — домовладелец, предоставивший комнату Волдису.
- Эдите — девушка Волдиса в юности.
- Пинчук — прапорщик милиции, сотрудник ГУИН, конвоировавший Волдиса.
- Коля — отдыхающий в Грузии, ветеринар, случайный знакомый Волдиса.

## Концепция
Идейно-художественная концепция повести Андриса Колбергса была выдержана вполне в духе официальной советской идеологии. Картины уголовного быта производят отталкивающее впечатление. Все члены банды Волдиса показаны неудачниками: у них нет ни работы, ни семьи, ни социального статуса. Их интересы низменны и крайне ограничены: либо стяжательство (Кека), либо беспробудное пьянство (Бомис). Сохранивший достоинство Арнис с бандой порывает, как и внутренне порядочная Принцесса.
Определённый духовно-мировоззренческий стержень, даже своего рода идеологию, имеет только сам Волдис. Но эта идейность пронизана агрессивной асоциальностью. Он противостоит не только государству, но и массе обычных людей, возносит себя над ними, стремится установить свою криминальную власть. В итоге преступник кончает с собой, осознав себя лишним в обществе. В последнюю минуту он впервые задумывается, что целью жизни может быть не брать, а давать — и устраняет себя из неё.
Тем не менее, цензура настороженно встретила повесть. Недовольство вызывалось тем, что «главный герой был не образцовым комсомольцем с ясным взором, а преступником, который искал в жизни свой путь». Кроме того, социально-бытовые зарисовки демонстрировали низкий уровень жизни — например, Пексиса толкает на преступления не только воля Волдиса, но и материальные трудности.
Образ «лишнего Волдиса» вспоминается и в современной публицистике, в контексте сопоставления советского уголовного мира с российским.

## Публикация и экранизация
Первая публикация на русском языке (перевод Л. Винонен) увидела свет в 1981 в журнале Человек и закон (1981, № 11—12). В 1983 повесть была напечатана в сборнике детективов Андриса Колбергса «Три дня на размышление» (издательство Советский писатель).
В 1976 по мотивам повести был снят одноимённый фильм. Сценарий фильма заметно изменён по сравнению с сюжетом повести. Авторы фильма ввели положительные образы капитана милиции Лео Александрса (отчасти сходного с прапорщиком Пинчуком) и женщины-водителя такси Ирены Андавы (отдалённо напоминающей Эдите). Александрс искренне старается помочь Волдису адаптироваться, предлагает трудоустройство. Ирена убеждает порвать с прошлым и готова связать с ним свою жизнь. Сам Волдис (в исполнении Витаутаса Томкуса) показан колеблющимся, рефлексирующим, склоняющимся к тому, чтобы оставить преступную стезю — на что нет и намёка в изначальном образе. Однако криминальная натура одерживает верх, конец фильма тот же, что и повести.